# 大鉄砲大豆

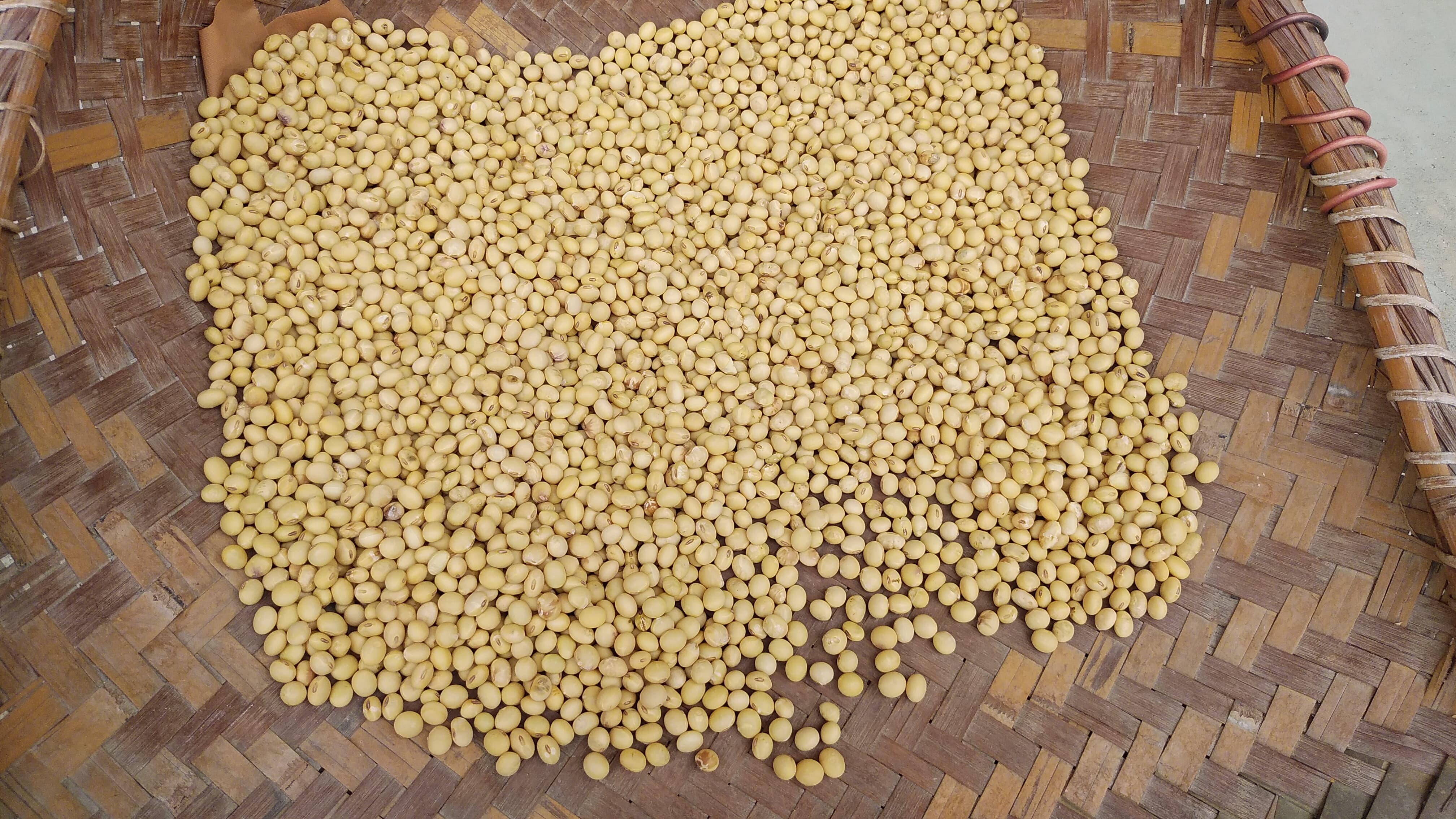
奈良県在来の「大鉄砲大豆」

大鉄砲大豆（おおでっぽうだいず）は、奈良県で栽培されるダイズの在来品種である。

## 歴史
少なくとも大正年間（1912年-1926年）から奈良県内の農家で自家採種により作り継がれてきた。「おおでっぽう」「おおでっぽ」「おでっぽう」「いっぴきまめ」などと呼ばれ、2019年（令和元年）の時点で奈良市五ヶ谷地区、香芝市、大和郡山市、五條市で農家が親の代から種を受け継いで栽培していることが確認されている。｢何の大豆か知らないが、甘くておいしく親の代から種を繋いでいる｣という理由で作り続けられ、主に農家で料理や味噌加工用として自家消費される。余剰分が地元の米穀店に出回ることはあったものの、ごく一部に知られるのみで「幻の大豆」と言われていた。

この品種の優良性を見出した大和郡山市の豆腐製造業者三木食品工業が、2017年（平成29年）、豆腐加工用に鎌田ファーム（磯城郡田原本町）で契約栽培を始めたことにより、大鉄砲大豆は復活した。

2019年（令和元年）7月「一般社団法人大和大鉄砲大豆振興協会」が設立され、奈良の在来品種「大和大鉄砲大豆」として種子の保全と確保・流通、生産・販売、利用促進、知名度向上が図られている。

## 特徴
- きれいな球形で極大粒。100粒あたりの重量は56.0g。種皮は白い。
- 豆腐、味噌、煮豆などの加工適正に優れる。
- 一晩水に漬けると長径は約2cmにもなる。
- 煮炊きすると形崩れせずに早く煮える。豆の香りと甘みが強く、豆そのものの味を楽しめる。
- 極晩生種で、枝豆として食べる場合、時期はごく限られている。

## 産地
磯城郡田原本町、桜井市で豆腐加工用に生産が始まっている。

## 利用法
- 農家で自家消費用の味噌を作ったり、煮豆などの料理に使われてきた。
- 豆腐や豆腐加工品に利用される。また、味噌や醤油、きな粉、餡、ジェラート等に加工する試みも行われている。

## その他
奈良県の農家が代々種子を受け継いできた在来の地大豆ブランドを守るため、2020年（令和2年）2月、大和大鉄砲大豆振興協会により「大和大鉄砲」として商標登録された。

## ギャラリー
- 店頭に並ぶ「大鉄砲大豆」（桜井市三輪）
- 三輪山麓に広がる大鉄砲大豆の畑（桜井市）
- 枝豆として収穫される大鉄砲大豆
- 畑で収穫直前の大鉄砲大豆
- 大鉄砲大豆の稲架掛け（香芝市）